# Aloun Assamba
Aloun Assamba (* 27. Februar 1955 in Spanish Town, St. Catherine) ist eine jamaikanische Politikerin der People’s National Party (PNP). Sie war von 2002 bis 2007 Ministerin für Tourismus und Kultur. Seit Mai 2012 ist sie jamaikanische Hochkommissarin (Botschafterin) in London.

## Leben
Assamba besuchte die Moneague Primary School, die Fern Court und die Merl Grove High School, studierte dann an der Alpha Academy, der University of the West Indies und der Norman Manley Law School sowie an der University of Pittsburgh in den USA. Sie war als Rechtsanwältin und Geschäftsfrau tätig, unter anderem als stellvertretende Vorsitzende der Jamaica Cultural Development Commission und von 1994 bis 2002 als General Manager der kooperativen Credit Union der Stadt Kingston. Daneben arbeitete sie in Führungspositionen für verschiedene Hilfs- und Wohltätigkeitsorganisationen wie United Way of Jamaica, die Jamaica Cancer Society, die Dispute Resolution Foundation und die Association of Development Agencies.
Während der Regierung von Premierminister Percival J. Patterson wurde sie 1998 zur Senatorin ernannt. Nachdem Seymour Mullings im Jahr 2001 Botschafter in Washington, D.C. (USA) wurde, stellte die PNP für die Parlamentswahl im Jahr 2002 Assamba als dessen Nachfolgerin als Kandidatin im Wahlkreis St. Ann South East auf. Sie konnte den Parlamentssitz gewinnen und Patterson berief sie im Oktober 2002 als Ministerin für Tourismus, Unterhaltung und Kultur ins Kabinett. Assamba zog sich vor der Wahl 2007 aus der repräsentativen Politik zurück, ihre Nachfolgerin als PNP-Kandidatin im Wahlkreis St. Ann South East wurde Lisa Hanna.
Assamba löste im Mai 2012 Anthony Johnson als jamaikanischer High Commissioner in London (UK) ab.
Sie ist geschieden und Mutter eines Kindes.